# هلينغز موكاسونغولا
هلينغز موكاسونغولا (بالإنجليزية: Hellings Mwakasungula)‏ (5 مايو 1980 مالاوي - ) هو لاعب كرة قدم ملاوي، يلعب كلاعب وسط، شارك في كأس الأمم الأفريقية 2010.

## روابط خارجية
- هلينغز موكاسونغولا على موقع قاعدة بيانات كرة القدم.إي يو (الإنجليزية)
- هلينغز موكاسونغولا على موقع ناشيونال فوتبول تيمز (الإنجليزية)